# Polygala antunesii
Polygala antunesii är en jungfrulinsväxtart som beskrevs av Gürke. Polygala antunesii ingår i släktet jungfrulinssläktet, och familjen jungfrulinsväxter. Inga underarter finns listade i Catalogue of Life.